# Betty Williams
Betty Williams (Belfast, 22 de maio de 1943 – 17 de março de 2020) foi uma ativista britânica pela paz mundial.
Agraciada com o Nobel da Paz de 1976, foi co-fundadora, junto a Mairead Corrigan, do Community for Peace People (comunidades de pessoas para a paz), organização que incentiva a resolução pacífica dos conflitos que afligem a Irlanda do Norte.
Morreu no dia 17 de março de 2020, aos 76 anos.